# Koen Daniëls
Pour les articles homonymes, voir Daniels.
Koen Daniëls, né le 17 mai 1978 à Beveren (Flandre-Orientale) est un homme politique belge flamand, membre du N-VA.
Il a une maitrise en pédagogie (KUL, 2001); collaborateur scientifique (KUL, 2002-03); enseignant (2003-09).

## Fonctions politiques
- député au Parlement flamand:
  - depuis le 17 juin 2014 en remplacement de Lieven Dehandschutter, qui déclare forfait.